# Robyn Is Here
Robyn Is Here è il primo album discografico in studio della cantante svedese Robyn, pubblicato nel 1995.

## Tracce
Tracklist edizione svedese
1. Bumpy Ride – 4:09
2. In My Heart – 3:59
3. You've Got That Somethin' – 3:44
4. Do You Know (What It Takes) – 3:39
5. The Last Time – 4:40
6. Just Another Girlfriend – 5:20
7. Don't Want You Back – 4:00
8. Do You Really Want Me (Show Respect) – 4:25
9. How – 4:38
10. Here We Go (feat. Joe Watts) – 4:43
11. Where Did Our Love Go – 5:18
12. Robyn Is Here – 5:25
13. I Wish (a cappella) – 2:30

## Classifiche
| Classifica (1995-98) | Posizione raggiunta |
| -------------------- | ------------------- |
| Canada               | 21                  |
| Francia              | 68                  |
| Paesi Bassi          | 62                  |
| Stati Uniti          | 57                  |
| Svezia               | 8                   |